# Palio

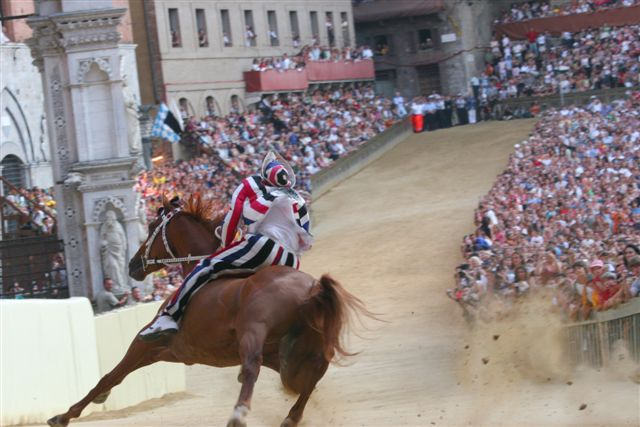
Koňský závod Palio di Senna v roce 2008

Palio jsou v Itálii (a bývalých italských územích jako například na Istrii a sousedních ostrovech v Jaderském moři) závody, či zápasy mezi městskými částmi, čtvrtěmi či sousedními územími.
Palio je dnes revokací italských středověkých slavností. Jedná se o drsný dostih na neosedlaných koních, který se pořádá na speciálně pro tuto příležitost vytvořené dráze, často na městských náměstích. V tomto modelovém souboji spolu bojují městské čtvrti o palio, praporec z ceněného materiálu, který má čtvrti přinést úctu a posvěcení pro příští rok.
Nejslavnější palio se koná v Sieně již od 13. století. Dostih městských čtvrtí byl tehdy, a je dodnes, spíše společenskou událostí než sportovní akcí. Tuto slavnost navštěvovaly a navštěvují významné osobnosti. Byli mezi nimi i někteří papežové a údajně i český král Karel IV. Palio v Sieně se pořádá dvakrát do roka. 2. července je to Palio di Provenzano (dostih na počest Madony provenzánské) a 16. srpna je to Palio dell´Assunta (dostih na počest Nanebevzetí Panny Marie). Sienské palio, které od svého vzniku prošlo řadou změn, je nejstarším italským dostihem a jako takové je zapsáno na seznamu nehmotného dědictví UNESCO.[zdroj?]
Další významná palia se konají např. na konci května v Legnanu, na počest bitvy u Legnana, a v září v Asti. Jezdci a koně jsou smluvně najímáni městskými čtvrtěmi, aby za ně v tomto prestižním závodě bojovali.

## Města
výběr měst, kde se palio koná
- Anghiari, 29. června, Palio della Vittoria
- Asti, třetí neděle v září
- Castel del Piano, 8. září, Palio der Maria Santissima delle Grazie, koňské palio
- Castiglion Fiorentino, červen, Palio dei Rioni
- Cividale del Friuli, srpen, Palio di San Donato[1],
- Faenza, čtvrtá neděle v červnu, Palio del Niballo
- Fagagna, první neděle v září
- Fermo, 15. srpna (Ferragosto)
- Ferrara, konec května, nejstarší palio
- La Spezia, konec srpna, Palio del Golfo
- Legnano, květen
- Lugo, 22. května
- Montebelluna, Europalio
- Piancastagnaio, 18. srpna, Palio di Piancastagnaio, koňské palio
- Porto Santo Stefano, 15. srpna, Palio dell'Argentario na lodích
- San Marino, konec srpna/začátek září, středověké dny a Palio delle Balestre Grandi
- Siena: Palio di Siena, 2. července Palio di Provenzano a 16. srpna Palio dell'Assunta, koňské palio
- Torrita di Siena, 19. března nebo následující neděli, Palio dei somari, oslí palio

- Rovinj, červenec, závod v přípravě tradičního pokrmu Bobići
- Sošići, 21. listopadu, svátek vstupu svaté Bohorodičky do chrámu
- Veli Lošinj, 15. srpna (Ferragosto)